# 2-Ethylhexylamin
2-Ethylhexylamin (2-EHA) ist ein wenig wasserlösliches primäres Amin, das sich von dem racemischen 2-Ethylhexanol ableitet und dessen C8-Alkylrest in 2-Stellung mit einer Ethylgruppe verzweigt ist. Wegen seiner einfachen Zugänglichkeit findet 2-EHA als Amin mittlerer Kettenlänge vielfältige Verwendung.

## Herstellung
Die Aminierung von 2-Ethylhexanal durch Umsetzung mit Hydroxylaminhydrochlorid zum Oxim und anschließender Reduktion mit Zink-Salzsäure stellt eine einfache Eintopfmethode zur Darstellung von racemischem 2-Ethylhexylamin dar.
Aus 2-Ethylhexanol ist das Amin auch durch Eintopfreaktion mit Natriumazid in Gegenwart von zweimolarem Triphenylphosphin im System Tetrachlorkohlenstoff/N,N-Dimethylformamid (1:4) bei 90 °C über das intermediär entstehende Azid in einer Staudinger-Reaktion in Ausbeuten von 85–95 % zugänglich.
Von industriellem Interesse ist die reduktive Aminierung beim Überleiten von 2-Ethylhexanol mit Ammoniak in der Dampfphase über Kupfer- und Nickel-Kontakten bei Temperaturen über 200 °C und kurzen Kontaktzeiten (5–15 sec), die ein Gemisch aus 2-Ethylhexylamin (23 % Ausbeute), Di(2-ethylhexyl)amin (71 % Ausbeute) und Tri(2-ethylhexyl)amin (2 % Ausbeute) liefert.
Erhöhung des Ammoniak- und Wasserstoffüberschusses führt zu einer deutlichen Verschiebung der Gemischzusammensetzung in Richtung des Monosubstitutionsprodukts 2-Ethylhexylamin und zur vollständigen Hydrierung des intermediär gebildeten Nitrils.
Für die destillative Aufarbeitung ist wegen der relativ geringen Siedepunktsdifferenz (2-EH-amin 169 °C) die möglichst vollständige Umsetzung des eingesetzten 2-EH-OHs (Sdp. 182 °C) vorteilhaft.

## Eigenschaften
2-Ethylhexylamin ist eine klare, farblose, stechend fischartig bzw. nach Ammoniak riechende Flüssigkeit, die stark ätzend und sehr augen- und schleimhautreizend wirkt.
Es bildet bei höherer Temperatur entzündliche Dampf-Luft-Gemische. Die Verbindung hat einen Flammpunkt von 50 °C. Der Explosionsbereich liegt zwischen 1,6 Vol.‑% (41 g/m3) als untere Explosionsgrenze (UEG) und 7,7 Vol.‑% (320 g/m3) als obere Explosionsgrenze (OEG). Die Zündtemperatur beträgt 265 °C. Der Stoff fällt somit in die Temperaturklasse T3.

## Anwendungen
2-Ethylhexylamin reagiert mit 2-Chlornitrobenzol zu einem gelben Farbstoff (Automate Yellow 36), der zur Einfärbung von Kraftstoffen (englisch fuel marker) verwendet wird
und bei dessen Herstellung es 1998 an einem Standort der Morton International Inc. in Paterson (New Jersey) zu einem im Nachgang intensiv untersuchten thermischen Durchgehen kam.
Das Tetrafluorborsäure-Salz des 2-EHA ist als Additiv in Kraftstoffen gegen Vergaservereisung bei niedrigen Temperaturen beschrieben.
Aminphosphat-Salze des 2-EHA mit Phosphorsäureestern verzweigter primärer C8–C16-Alkohole sind Treibstoffadditive zur Verringerung von Ablagerungen in Verbrennungsmotoren und werden als Korrosionsinhibitoren für z. B. verzinnte Aerosoldosen eingesetzt. ebenso wie Salze von 2-EHA mit N-Acylsarcosinaten.
Zusammen mit Korrosionsinhibitoren wie Tolyltriazol findet 2-EHA Verwendung als Additiv zur Reibungs- und Verschleißverminderung in Treib- und Schmierstoffen.
Sulfobernsteinsäure-Amide mit 2-EHA sind vielfältig anwendbare grenzflächenaktive Substanzen, die als Emulgatoren, Dispergiermittel, Schlichte für Textilien, Tenside, Flotationshilfsmittel usw. in Gebrauch sind.
Bei der Umsetzung von 2-EHA mit Ethylencarbonat entsteht ein Urethan, das mit Ethylenoxid oder Propylenoxid zu geringschäumenden Tensiden und Netzmitteln alkoxyliert werden kann.
Die bei der Reaktion von 2-EHA mit 3-Chlorsulfonylpropionsäuremethylester und anschließende Hydrolyse entstehenden substituierten Propionsäuren eignen sich als wirksame Komponenten in Gemischen von Korrosionsinhibitoren mit antimikrobiellen Eigenschaften.
Nach einer allgemeinen Vorschrift von Walter Reppe reagiert auch das primäre Amin 2-Ethylhexylamin mit Acrylsäure im über zweimolaren Überschuss zum amphoteren Octyliminodipropionat, das als gering schäumendes und pH-stabiles Hydrotrop (Lösungsvermittler) in industriellen Reinigern breitere Anwendung findet.
In Abhängigkeit vom pH-Wert liegt Octyliminodipropionat als elektrisch neutrales Zwitterion, im Sauren als kationisches Ammonium- und im Alkalischen als anionisches Carboxylat-Ion vor.
2-Ethylhexylamin findet als Härter bei der Vernetzung von Bisphenol-A-diglycidylether Verwendung.
2-EHA reagiert mit Dodecenylbernsteinsäureanhydrid zum entsprechenden cyclischen Imid,
das als Zusatz zu Beschichtungssystemen zur kathodischen Elektrotauchlackierung (KTL) die Bildung von Löchern (engl. pinholes) in der Lackschicht unterdrückt.
Aus 2-EHA und 5-Norbornen-2,3-dicarbonsäureanhydrid ist N-Octylbicycloheptendicarboximid zugänglich, das als Synergist (Pyrodone) für Insektizide und als Repellent wirkt.
Die wichtigste pharmazeutische Verwendung von 2-Ethylhexylamin ist als Synthesebaustein für das Antiseptikum Hexetidin
Die Synthese von Hexetidin folgt dem allgemeinen Verfahren von M. Senkus, wobei in einer Mannich-Reaktion zwischen Nitroethan und Formaldehyd zunächst 2-Methyl-2-nitropropan-1,3-diol entsteht, das mit zwei 2-EHA- und einem Formaldehydmolekül die Nitro-Vorstufe des Hexetidin bildet.
Die Nitroverbindung wird mit Wasserstoff an Raney-Nickel zum Hexetidin hydriert.
Das auf diesem Syntheseweg anfallende Hexetidin ist nur zu ca. 80 % rein, die Nebenprodukte können durch Salzbildung mit Naphthalin-1,5-disulfonsäure in heißen Alkohol-Wasser-Gemischen, wie z. B. Isopropanol oder Methanol praktisch quantitativ abgetrennt werden.